# ثعابين هندوملاوي العمياء
ثعابين هندوملاوي العمياء أو ذات الأشعار الأملودية (الاسم العلمي: Gerrhopilidae)، فصيلة زواحف من الثعابين العمياء. تضم ما لا يقل عن 16 نوعًا في جنس ذو أشعار أملودية، وجنس Cathetorhinus أحادي النوع. أعطانها في الهند (بما في ذلك جزر أندامان) وسريلانكا ونيبال وتايلاند والفلبين وإندونيسيا وبابوا غينيا الجديدة.